# Liberty (Mississippi)
Pour les articles homonymes, voir Liberty.
La ville de Liberty est le siège du comté d'Amite, situé dans l'État du Mississippi, aux États-Unis. Sa population s'élevait à 560 habitants lors du recensement de 2020.